# ديفيد إغر
ديفيد إغر (بالإنجليزية: David Eger)‏ هو لاعب غولف أمريكي، ولد في 17 مارس 1952 في Fort Meade, Maryland ‏ في الولايات المتحدة.

## وصلات خارجية
- ديفيد إغر على موقع رابطة لاعبي الغولف المحترفين (الإنجليزية)